# Diocesi di Marcopoli
La diocesi di Marcopoli (in latino Dioecesis Marcopolitana) è una sede soppressa del patriarcato di Antiochia e una sede titolare della Chiesa cattolica.

## Storia
Marcopoli, forse identificabile con il Sindjar nell'odierna Turchia, è un'antica sede episcopale della provincia romana dell'Osroene nella diocesi civile d'Oriente. Faceva parte del patriarcato di Antiochia ed era suffraganea dell'arcidiocesi di Edessa, come attestato in una Notitia episcopatuum del VI secolo.
Sono solo due i vescovi che Michel Le Quien attribuisce a Marcopoli: Ciro, che fu tra i padri del concilio di Efeso del 431; e Caiuma, che intervenne al concilio di Calcedonia nel 451.
Dal XVII secolo Marcopoli è annoverata tra le sedi vescovili titolari della Chiesa cattolica; la sede è vacante dal 5 dicembre 1969.

## Cronotassi

### Vescovi greci
- Ciro † (menzionato nel 431)
- Caiuma † (menzionato nel 451)

### Vescovi titolari
- Pietro, O.F.M. † (circa 1340 - 15 ottobre 1349 deceduto)
- Nicola di Villach, O.P. † (16 luglio 1350 - ? deceduto)
- Pietro di Waydhoven, O.E.S.A. † (14 giugno 1459 - ?)
- Nicola, O.P. † (1441 - 1453)
- Charles de Pradel † (27 aprile 1676 - 24 giugno 1676 succeduto vescovo di Montpellier)
- George Witham † (12 agosto 1702 - 16 aprile 1725 deceduto)
- Joannes Wenceslaus von Freyenfels † (16 dicembre 1771 - prima del 9 novembre 1778 deceduto)
- Miguel Fernández Flórez, O.F.M.Obs. † (10 luglio 1815 - 14 agosto 1822 deceduto)
- Grzegorz Michał Szymonowicz † (8 aprile 1857 - 8 dicembre 1858 succeduto arcieparca di Leopoli degli Armeni)
- James Whelan, O.P. † (28 gennaio 1859 - 21 febbraio 1860 succeduto vescovo di Nashville)
- Ignacio Mateo Guerra y Alba † (7 aprile 1862 - 19 marzo 1863 nominato vescovo di Zacatecas)
- Giuseppe Salandari, O.F.M.Conv. † (22 aprile 1864 - 29 dicembre 1873 deceduto)
- Pierre-Paul Durieu, O.M.I. † (8 giugno 1875 - 2 settembre 1890 nominato vescovo di New Westminster)
- Manuel Tovar y Chamorro † (4 giugno 1891 - 22 agosto 1898 nominato arcivescovo di Lima)
- Alexander Joseph McGavick † (12 dicembre 1898 - 21 novembre 1921 nominato vescovo di La Crosse)
- Jāzeps Rancāns † (29 ottobre 1923 - 5 dicembre 1969 deceduto)